# Salpornis
Salpornis is een geslacht van zangvogels uit de familie van de gevlekte boomkruipers (Salpornithidae). Het geslacht telt 2 soorten.

## Soorten
De volgende soorten zijn bij het geslacht ingedeeld:
- Salpornis salvadori – Afrikaanse gevlekte boomkruiper
  - S. s. emini Hartlaub, 1884
  - S. s. erlangeri Neumann, 1907
  - S. s. salvadori (Barboza du Bocage, 1878)
  - S. s. xylodromus Clancey, 1975
- Salpornis spilonota – Indiase gevlekte boomkruiper
  - S. s. rajputanae Meinertzhagen, R & Meinertzhagen, A, 1926
  - S. s. spilonota (Franklin, 1831)